# 一瓦特倡議
一瓦特倡議（1-Watt Initiative）也稱為1瓦倡議，是由國際能源署（IEA）在1999年提出的節約能源倡議，目標是降低所有家電的待機功率，要在2010年降到1瓦特，2013年要降到0.5瓦特，這也成為許多國家及區域的法規。

## 政策
一瓦特倡議是由國際能源署在1999年提出，透過國際合作確保在2010年時，世界上所有新販售的家電在待機模式（standby mode）下的耗電量只能在1瓦以內。经济合作与发展组织在2010年就可以因為一瓦特倡議減少組織內的國家共計五千萬噸的CO2排放量，相當於減少了道路上1800萬輛汽車的排放量。
美國總統乔治·W·布什在2001年簽署了13221號命令 （页面存档备份，存于），內容提到所有政府組織中「若採購市场上可买到的現成商品，其中有外部的待機電源裝置，或是有內部的待機功能，需購買在待機功能下功耗小於一瓦特的商品。」
韓國和澳洲在2005年也在所有新的電器中導入了待機能耗一瓦特的標準，依照國際能源署的資料，其他國家（例如日本及中國）也採取了「新而有力的措施」來減少待機時的能耗
加州的《2005年電器標準》（2005 appliance standard）在2007年7月生效，限制待機能耗要小於0.5瓦特。
欧洲联盟委员会的歐盟法規1275/2008在2010年1月6日生效，強制規定家用及辦公室的所有電子及電機產品在「關閉模式」及「待機模式」下的功耗。此法規規定自2010年1月6日起所「關閉模式」及「待機模式」下的功耗不得超過1W，若是待機時有額外顯示資訊或狀態的standby-plus mode，其功率不能超過2W（此數值已在2013年1月6日減半）。若設備可以接到市電，在設備允許的情形下，需要有關閉或是待機的模式。

## 外部連結
- Things that go blip in the night, Standby power and how to limit it （页面存档备份，存于）, International Energy Agency/Organisation for Economic Co-operation and Development, Paris, 2001
- International Energy Agency （页面存档备份，存于）
- Standby Power Home Page （页面存档备份，存于）, Lawrence Berkeley National Laboratory California